# Halictus duplocinctus
Halictus duplocinctus là một loài Hymenoptera trong họ Halictidae. Loài này được Vachal mô tả khoa học năm 1902.